# Różnica (logika)
Różnica w logice tradycyjnej (łac. differentio – różnica, rozmaitość) – cecha przedmiotu a porównywanego z przedmiotem b, że przedmiot b cechy tej nie posiada. Logika tradycyjna dzieliła tak rozumiane różnice na różnice jakościowe i różnice ilościowe. Pojęciu różnicy przeciwstawia się pojęcia podobieństwa (w sensie logicznym; dwa przedmioty podobne są identyczne pod pewnymi względami), tożsamości i identyczności. 
Od tak rozumianej różnicy odróżnić należy różnicę gatunkową (differentio specifica).